# Courage Quashigah
Courage Emmanuel Kobla Quashigah (* 9. September 1947 in Kedzi, Ghana; † 5. Januar 2010) war ein Politiker und Militär in Ghana. In der Regierung von Präsident John Agyekum Kufuor war er Gesundheitsminister. Quashigah war Mitglied der New Patriotic Party. Er war der Vater der britischen Schauspielerin Rosalind Eleazar.

## Ausbildung
Quashigah wurde in Kedzi in der Volta Region in Ghana geboren und besuchte in Keta die Secondary School, in der er sein G.C.E ablegte.
Seine Offizierslaufbahn begann er an der Militärakademie in Sandhurst, Großbritannien. Hier wurde ihm ein Diplom in Wirtschaft, Kriegsstudien und Kommunikationswissenschaften (Diploma in Economics, War Studies and Communication Studies) verliehen. Im Jahr 1978 beendete Quashigah die United States Army Infantry School, 1987 folgte eine Fortbildung in der Canadian Staff School am Canadian Land Forces Command and Staff College sowie im Jahr 1989 eine Fortbildung am Ghana Command and Staff College.
Im Jahr 1989 beendete er seine Ausbildung am Institut für Management und Öffentliche Verwaltung in Ghana (Ghana Institute of Management and Public Administration (GIMPA)) mit dem Zertifikat in General Management.

## Karriere
Im Jahr 1978 begann Quashigah seine Militärische Karriere als Fernmeldeoffizier im Hauptquartier der Zweiten Infanteriebrigade (Second Infantry Brigade) in Kumasi, wechselte später in die Stellung aus Grundausbilder an der Jungle Warfare School in Achiase. Er hatte den Posten des Kommandierenden Offiziers der ghanaischen Militärpolizei inne und war Kommandant des Reservebataillons der Streitkräfte. Quashigah wechselte in die Leitung der Militärakademie und Ausbildungseinrichtung in Ghana und wurde Mitglied des Polizeirates (Police Council).
Quashigah war Gesundheitsminister im Kabinett von John Agyekum Kufuor.

## Ehrungen
Die militärische Karriere von Quashigah brachte dem heutigen Politiker erhebliche Ehrungen. So wurde er besonders durch die Verleihung des Everand Awards for Oratory and Presentation an der Akademie der Streitkräfte Ghanas (Ghana Armed Forces Command and Staff College) geehrt. Ferner erhielt er den Prince Abdul Faisal Award für Kriegsstudien (War Studies) von der Sandhurst Militärakademie, Großbritannien.
Im Rahmen eines Einsatzes für die Blauhelmtruppen im Libanon als Teil der UNIFIL wurde Quashigah für seine Führungsqualitäten ausgezeichnet.